# Luca Castellazzi
Luca Castellazzi (Gorgonzola, 1975. július 19.) olasz labdarúgó, aki 2014 óta a Serie A-ban szereplő Torino kapusa.

## Pályafutása

### Korai évek
A Monzában kezdte karrierjét, majd eltöltött több évet a Serie B-ben, a Serie C1-ben és a Serie C2-ben a Varese, a Padova és a Pescara csapatában, majd csatlakozott a Brescia csapatához.

### Brescia
1999-ben igazolt a Brescia csapatához, amellyel egy szezon után sikerült feljutnia a Serie A-ba, így 2001. január 21-én bemutatkozhatott az olasz első osztályban is. A 2001-2002 szezonban kezdő kapusa volt a Bresciának de a következő évben már nem számitottak rá, így kölcsönadták először a Reggina majd a Catania csapatának. A 2004–2005-ös szezonra visszatért a Bresciához, ahol mind a 38 mérkőzésen pályára lépett a Serie A-ban.
2005-ben a Brescia kiesett a másodosztályba, így nem hosszabbította meg velük a szerződését, hanem átigazolt a Sampdoria csapatához.

### Sampdoria
2005 nyarán kétéves szerződést kötött a Sampdoria csapatával. Az első évben második számú kapus volt Francesco Antonioli mögött, így csak három meccsen lépett pályára.
A második évében már kezdő kapusa volt a Sampdoriának. 2008-ban kétéves szerződéshosszabbítást írt alá. A 2009–2010-es szezonban sérülést szenvedett és helyettese Marco Storari jó teljesítménye miatt, miután felépült nem tudta visszaszerezni helyét kezdőcsapatban. Februárban előszerződést kötött az Inter csapatával.

### Internazionale
2010. június 17-én csatlakozott az olasz bajnok és bajnok ligája győztes Internazionale csapatához. Az Inter ingyen igazolta le és kétéves szerződést kötött vele. Francesco Toldo visszavonulása után Castellazzi lett Júlio César helyettese az Internél. A 2010–2011-es szezonban Júlio César sérülése miatt mindhárom versenysorozatban, a bajnok ligájában, az olasz bajnokságban és az olasz kupában is pályára léphetett.

## Sikerei, díjai
Internazionale
- Olasz szuperkupa(1): 2010
- FIFA-klubvilágbajnokság (1): 2010
- Olasz kupa (1): 2010–2011